# Чесепик
Чесапик (енгл. Chesapeake) трећи је по величини град америчке савезне државе Вирџинија. По попису становништва из 2010. у њему је живело 222.209 становника.
Чесапик је формиран 1963. политичким уједињењем града Саут Норфок (South Norfolk) са Округом Норфок (Norfolk County).

## Демографија
Према попису становништва из 2010. у граду је живело 222.209 становника, што је 23.025 (11,6%) становника више него 2000. године.
|                   | 2010.            | 2000.            |
| Укупно            | 222 209 (100,0%) | 199 184 (100,0%) |
| Белци             | 134 251 (60,42%) | 131 200 (65,87%) |
| Афроамериканци    | 66 237 (29,81%)  | 56 823 (28,53%)  |
| Хиспаноамериканци | 9 706 (4,368%)   | 4 076 (2,046%)   |
| Азијати           | 6 383 (2,873%)   | 3 673 (1,844%)   |
| Остали            | 5 632 (2,535%)   | 3 412 (1,713%)   |

## Партнерски градови
- Жоинвиле